# Jensen Beach
Jensen Beach statisztikai település az USA Florida államában, Martin megyében. Lakosainak száma 12 652 fő (2020. április 1.).

## Népesség
A település népességének változása:

| 2010 | 11 707 |
| 2020 | 12 652 |